# Bella Perlhefter
Bella bat R. Jakob Perlhefter (* um 1650 in Prag; † 9. September 1709 ebenda) war eine jüdische Schriftstellerin, professionelle Briefschreiberin und Musiklehrerin. Als Erinnerung an den Tod der sieben Kinder verfasste das Ehepaar das Werk Beer Sheva, dessen Vorwort Bella schrieb. Sie korrespondierte sowohl mit Beer Perlhefter, ihrem Mann, als auch mit dem christlichen Universalgelehrten Johann Christoph Wagenseil in Hebräisch, der Gelehrtensprache des Judentums.